# AM-Stereo
AM-Stereo ist die Bezeichnung eines Verfahrens zur Übertragung stereofoner Signale über Rundfunksender im Lang-, Mittel- oder Kurzwellenbereich. Wegen der geringen zur Verfügung stehenden Bandbreite und der Kompatibilitätsforderung ist das im UKW-Bereich verwendete Pilotton-Multiplexverfahren zur Stereo-Übertragung in diesem Frequenzband nicht anwendbar.
Das im nordamerikanischen Raum anzutreffende übliche Verfahren von AM-Stereo ist C-QUAM von Motorola.

## Übertragung
Das amplitudenmodulierte Signal enthält die Summeninformation beider Kanäle. Es kann mit jedem herkömmlichen Radiogerät für Lang-, Mittel- und Kurzwelle empfangen werden. Um an die Stereoinformation zu gelangen, muss man das nach dem Verfahren der Quadraturmodulation übertragene Differenzsignal beider Kanäle demodulieren und die so erhaltene Information mit einer geeigneten Decodierschaltung und mit Hilfe des Summensignals zu den Signalen für beide Kanäle zusammenzufügen.

## Anwendung
AM-Stereo wird in Deutschland nicht angewandt. In den USA, Russland, Südafrika und Australien ist es weit verbreitet. In Europa wurde das Verfahren von dem nachts auch in Deutschland empfangbaren Sender von France Bleu auf 864 kHz in Villebon-sur-Yvette angewandt. Radio France beendete am 31. Dezember 2015 seine Ausstrahlungen auf Mittelwelle. Ferner wird AM-Stereo vom italienischen Radio Studio X auf 1584 kHz angewandt.